# Бухтулов, Пётр Харитонович
Бухтулов Пётр Харитонович (12 июля 1924, Можарки, Чувашская АССР — 1 марта 1998, Канаш) — Герой Советского Союза, наводчик орудия 1431-го Рымникского лёгкого артиллерийского полка (49-я лёгкая артиллерийская бригада, 16-я артиллерийская дивизия прорыва Резерва Главного Командования, 53-я армия, 2-й Украинский фронт), сержант.

## Биография
Родился в селе Можарки Старотябердинской волости Цивильского уезда (ныне Янтиковского муниципального округа Чувашской Республики) в крестьянской семье. По национальности русский. Получил четырёхклассное образование. До войны работал бондарем в городе Канаш Чувашской АССР.
В августе 1942 года ушел на фронт добровольцем. Окончил школу младших командиров, получил специальность наводчика. В действующей армии с февраля 1943 года. Боевое крещение получил на Северо-Западном фронте около города Старая Русса. В составе 16-й артиллерийской дивизии прорыва Резерва Главного Командования участвовал в боях на Брянском, Степном, 2-м Украинском фронтах.
Первую правительственную награду — медаль «За отвагу» П. Х. Бухтулов получил в конце 1943 года. Тогда войска 2-го Украинского фронта, в составе которого действовала 16-я артиллерийская дивизия, участвовали в отражении немецкого контрнаступления в районе Кировограда и Кривого Рога. 22 декабря 1943 года при отражении танковой контратаки сержант Бухтулов сжег три танка, в том числе два тяжелых танка «тигр» и один средний танк, уничтожил до 30 немецких автоматчиков.
Комсомолец П. Х. Бухтулов в боях на территориях Украины, Румынии, Венгрии показал себя смелым и опытным командиром. Но особо отличился во время освобождения Чехословакии.

#### Подвиг
17 февраля 1945 года в районе населенного пункта Кебелькут (Гбельце, 15 км северо-западнее города Штурово, Чехословакия) расчет, в котором наводчиком был сержант Бухтулов, вступил в бой с 14 танками и 12 бронетранспортерами. Противнику удалось вывести из строя весь расчет, а сам Бухтулов был контужен. Оставшись один, он продолжал бой и в ожесточенной схватке сжег четыре танка, три бронетранспортера, уничтожил более сорока гитлеровцев. Когда кончились боеприпасы и танки неприятеля раздавили орудие, Бухтулов противотанковой гранатой подбил ещё один танк врага. В этом неравном бою Бухтулов был вторично контужен. Немецкие солдаты хотели взять его в плен живым. Но, отстреливаясь из автомата, Бухтулов вышел из окружения и утром следующего дня вернулся в свой полк.
Указом Президиума Верховного Совета СССР от 15 мая 1946 года за образцовое выполнение заданий командования и проявленные мужество и героизм в боях с немецко-фашистскими захватчиками сержанту Бухтулову Петру Харитоновичу присвоено звание Героя Советского Союза с вручением ордена Ленина и медали «Золотая Звезда» (№ 6328).
Окончание войны встретил в Австрии. Вскоре демобилизовался.
Вернулся в Чувашию. Жил и работал в городе Канаш столяром-краснодеревщиком. Его имя было занесено в Почётную книгу трудовой славы и героизма Чувашской АССР.

## Награды
- Герой Советского Союза
- Орден Ленина
- Орден Отечественной войны I степени (1985)
- Орден Красной Звезды
- Орден Славы III степени
- медали

## Память
- Именем П.Х. Бухтулова названа улица в городе Канаш, на доме, где он жил (улица Кооперативная, дом 2), установлена мемориальная доска.
- Имя П.Х. Бухтулова в 2021 году присвоено МБОУ «Янтиковская СОШ имени Героя Советского Союза П. Х. Бухтулова» Янтиковского района Чувашской Республики.